# Тас-Ари (острів)
Тас-Ари́ (рос. Тас-Ары) — невеликий острів у Східно-Сибірському морі, є частиною островів Анжу в складі Новосибірських островів. Територіально відноситься до Республіки Саха, Росія.
Острів розташований біля південно-західного берега острова Фаддеєвського, в протоці Геденштрома. Має видовжену з півночі на південь форму. На півдні вкритий піском, на півночі розташовані невеликі озера. Біля західного узбережжя мілина.
| Росія | Це незавершена стаття з географії Росії. Ви можете допомогти проєкту, виправивши або дописавши її. |